# 川越博美
川越 博美（かわごえ ひろみ、1948年（昭和23年）4月10日 - ）は日本の看護師、訪問看護師。訪問看護パリアン看護部長。NPO法人すみだ在宅ホスピス緩和ケア連絡会あこも代表。

## 来歴
- 1948年4月10日広島県生まれ。
- 1971年　聖路加看護大学卒業。
- 広島女学院大学助手。茨城県社会福祉協議会ボランティアコーディネーター、白十字診療所看護師、ライフケアシステム訪問看護師を歴任
- 1992年　老人訪問看護制度創設と同時に白十字老人訪問看護ステーション所長（東京都第7号）
- 1997年　聖路加看護大学地域看護学教授。
- 2004年　聖路加看護大学看護実践開発研究センター教授。
- 2006年　聖路加看護大学退職。聖路加看護大学臨床教授に就任。

## 著書
- 「在宅ターミナルケアのすすめ」、2002年、日本看護協会出版会
- 「在宅看護学 (TACSシリーズ)」、中西睦子/監修、川越博美・山田雅子/著、2003年、建帛社
- 「終末期の自己決定を支える訪問看護―療養者・家族がともに納得できる最期を迎えるために」、川越博美/監修、松村ちづか/著、2003年、日本看護協会出版会
- 「家で看取るということ」、川越厚・川越博美/著、2005年、講談社
- 「早期退院連携ガイドラインの活用―退院する患者・家族を支援するために」、全国訪問看護事業協会/監修、川越博美・長江弘子/編集、2006年、日本看護協会出版会
- 「在宅医療・訪問看護と地域連携 (明日の在宅医療) 」、佐藤智・川越博美・島崎謙治・片山壽/編集、2009年、中央法規出版
- 「訪問看護　元気化計画-現場からの15の提案」、宮崎和加子・川越博美/著、2010年、医学書院

## 受賞等
- ヘルシー・ソサエティ賞（2009年度）